# Хроника Титмара Мерзебургского
Хроника Титмара Мерзебургского — важный исторический источник, созданный в период между 1012 и 1018 годами и охватывающий период с 919 и до 1018 года. Наибольшую ценность представляют вторая половина шестой, седьмая и восьмая книги, где излагаются события, современником которых был Титмар. «Хроника» содержит много уникальных сведений по истории Германии и сопредельных стран, которые, по-видимому, почерпнуты Титмаром у очевидцев событий. Особенно важными являются сведения по истории германо-славянских отношений, а также по истории Руси.
Сведения из «Хроники» активно использовались в последующей историографии. Обширные фрагменты из неё в XII веке были включены в ныне утерянные «Деяния магдебургских архиепископов», а также в «Саксонский анналист».

## История создания «Хроники»
«Хроника» была первоначально задумана Титмаром Мерзебургским как история Мерзебургской епархии. Однако уже в процессе работы охват «Хроники» стал гораздо шире. В ней нашли отражение не только события, которые происходили в Германии, но и в сопредельных странах.
Хронологию работы над «Хроникой» смогли восстановить по ней самой. Сделано это было в работах Ф. Курце и Роберта Хольцмана.
Работа над «Хроникой» началась осенью 1012 года. Первые 3 книги были написаны к лету 1013 года. В дальнейшем работу хрониста облегчило то, что в его распоряжении оказался список «Кведлинбургских анналов». Во второй половине 1013 года были созданы книги с четвёртой по пятую, а в первой половине 1014 года была написана шестая книга.
Работа над последующими книгами заняла остаток жизни Титмара. Их он создавал, получая от своих информаторов сведения о происходивших событиях. Работа была прервана смертью Титмара 1 декабря 1018 года. В результате «Хроника» так и не была завершена.
Поскольку оригинал «Хроники» сохранился, то можно восстановить, как происходила работа над ней. Ещё будучи каноником в Магдебурге, Титмар привык делать каждую неделю заметки. Позже он продолжил эту работу. Сама рукопись написана несколькими почерками — судя по всему, над ней работало 8 переписчиков. В дальнейшем сам Титмар вносил в рукопись дополнения — иногда достаточно развёрнутые. Почерк хрониста известен, поскольку он был одним из авторов Мерзебергского некролога. Титмар вносил исправления в текст рукописи, а также делал многочисленные заметки, которые были разбросаны между строк и на полях, что значительно затрудняет восприятие повествования. Для того, чтобы в дальнейшем дополнять рукопись, в ней оставлялись лакуны и свободные листы. В последней книге, так и оставшейся незаконченной, больной уже Тимар, ожидавший известий от своих информаторов, неоднократно вставлял свои воспоминания, а также рассказы, не имевшие прямого отношения к повествованию.
Для удобства изложения все книги во время издания «Хроник» были разбиты на главы. При этом в издании 1935 года, предпринятым Робертом Хольцманом, разбивка на главы отличалась от традиционной, поэтому в историографии иногда встречается разнобой при указании ссылок. Для того, чтобы избежать противоречий, в современной историографии принята двойная нумерация глав.

## Содержание «Хроники»
Хроника состоит из восьми книг и охватывает события, которые происходили в Германии и сопредельных странах с начала правления короля Генриха I Птицелова (919 год) и до смерти хрониста (1018 год).
Первые четыре книги посвящены правлению четырёх королей: Генриха I Птицелова (919—936 годы), Оттона I Великого (936—973 годы), Оттона II Рыжего (973—984 годы) и Оттона III (984—1002). Данные главы основаны на других работах. Наибольшую ценность имеют книги с пятой по восьмую, охватывающих правление императора Генриха II Святого. Пятая книга охватывает период с 1002 по 1004 год, начиная с выборов и коронации Генриха II королевской короной и заканчивая восстановлением Мерзебургского епископства. В шестой книге охвачены события с 1004 по 1014 годы и заканчивается она коронацией Генриха II императорской короной. Седьмая книга посвящена событиям с 1014 по 1018 год. В ней показана борьба императора с правителем Польши Болеславом I Храбрым и заканчивается она Бауценским миром. Восьмая книга посвящена событиям 1018 года и осталась незаконченной.
В своём произведении автор много места уделяет истории Мерзебургского епископства. Очень важное значение также имеют известия о польско-германских войнах 1003—1018 годов, а также сообщения по истории Руси — в «Хронике» содержатся уникальные известия по древнерусской истории конца княжения Владимира Святославича, а также о периоде междоусобиц его сыновей.